# Chapelle Sainte-Cécile de Flée
La chapelle Sainte-Cécile est une chapelle située à Flée, dans le département français de la Sarthe.

## Historique
La chapelle Sainte-Cécile est construite à la fin du XIe ou au début du XIIe siècle. C'est l'ancienne église paroissiale du village de Sainte-Cécile, rattaché en 1807 à celui de Flée. Le chœur de l'édifice est remanié à plusieurs reprises entre le XIVe et le XIXe siècle. 
La chapelle Sainte-Cécile est classée au titre des monuments historiques depuis le 21 décembre 1984. Elle renferme deux retables en calcaire taillé, du XVIIIe siècle (1757), attribués au sculpteur Lebrun, classés monuments historiques au titre d'objets en 1989, ainsi qu'un autre retable, celui du maître-autel, également en calcaire taillé, et du XVIIIe siècle et classé monument historique au titre d'objet en 1989.
Depuis 2002,  l’association «  Les Amis de Sainte-Cécile », dont l’objet est de participer à  la restauration et à l’animation culturelle de la chapelle Sainte-Cécile propose  un programme de manifestations  à la belle saison (concerts, soirées-contes) et  accueille les visiteurs lors des Journées européennes du patrimoine en  septembre. L’association est membre du réseau « Patrimoine vivant » du Conseil  Général de la 
Sarthe.

## Description
La chapelle Sainte-Cécile se compose d'un plan simple à nef unique et chœur à chevet plat. Elle contient de nombreux décors, comme un retable en pierre du XVIIIe siècle représentant l'Ascension encadrée par deux colonnes aux chapiteaux sculptés.
Des fresques ont été découvertes à partir de 1928 représentant l'offrande de  Caïn et Abel, elles seraient datées de la seconde moitié du XIIe siècle.

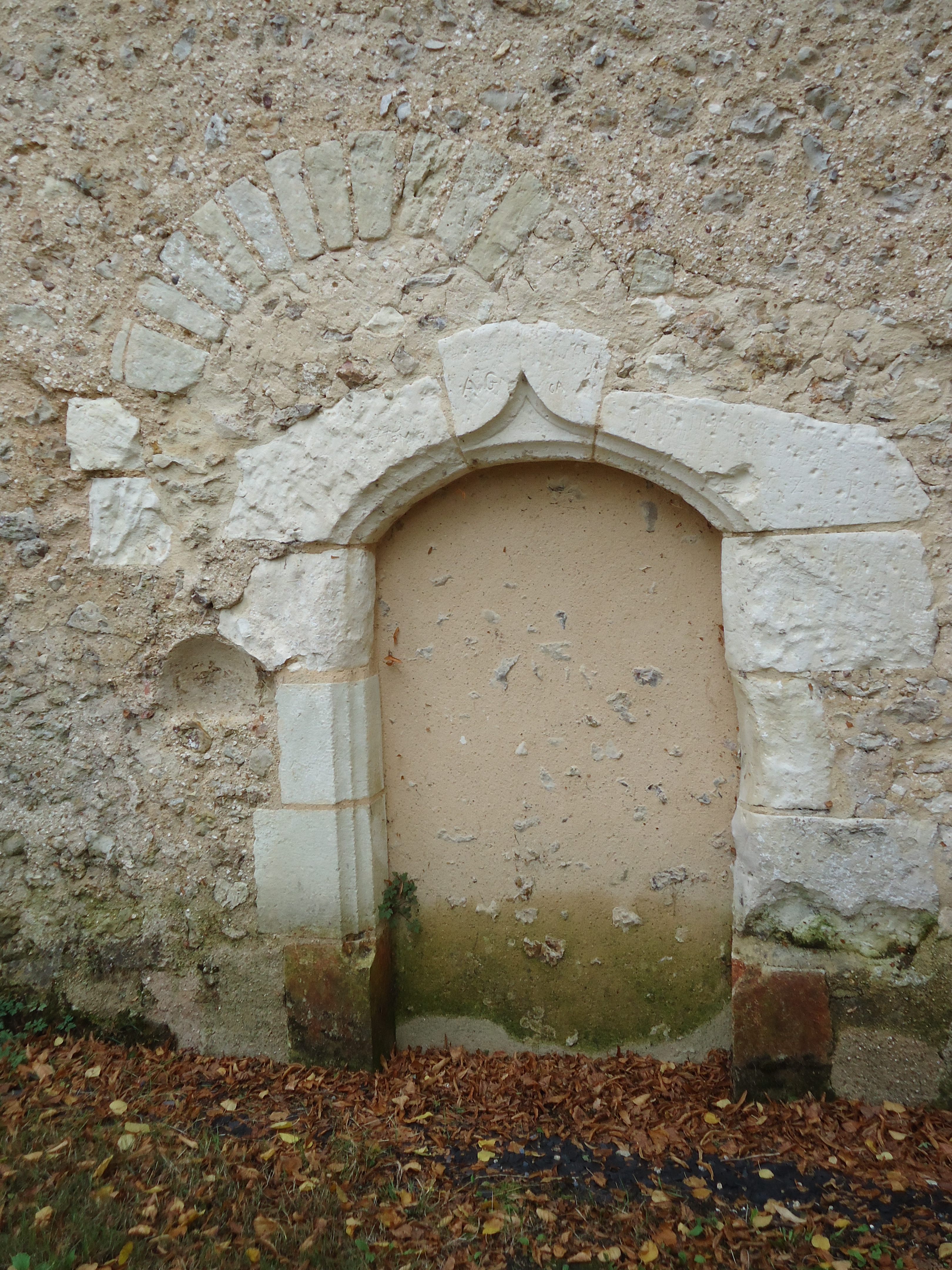
l'ancienne porte latérale.
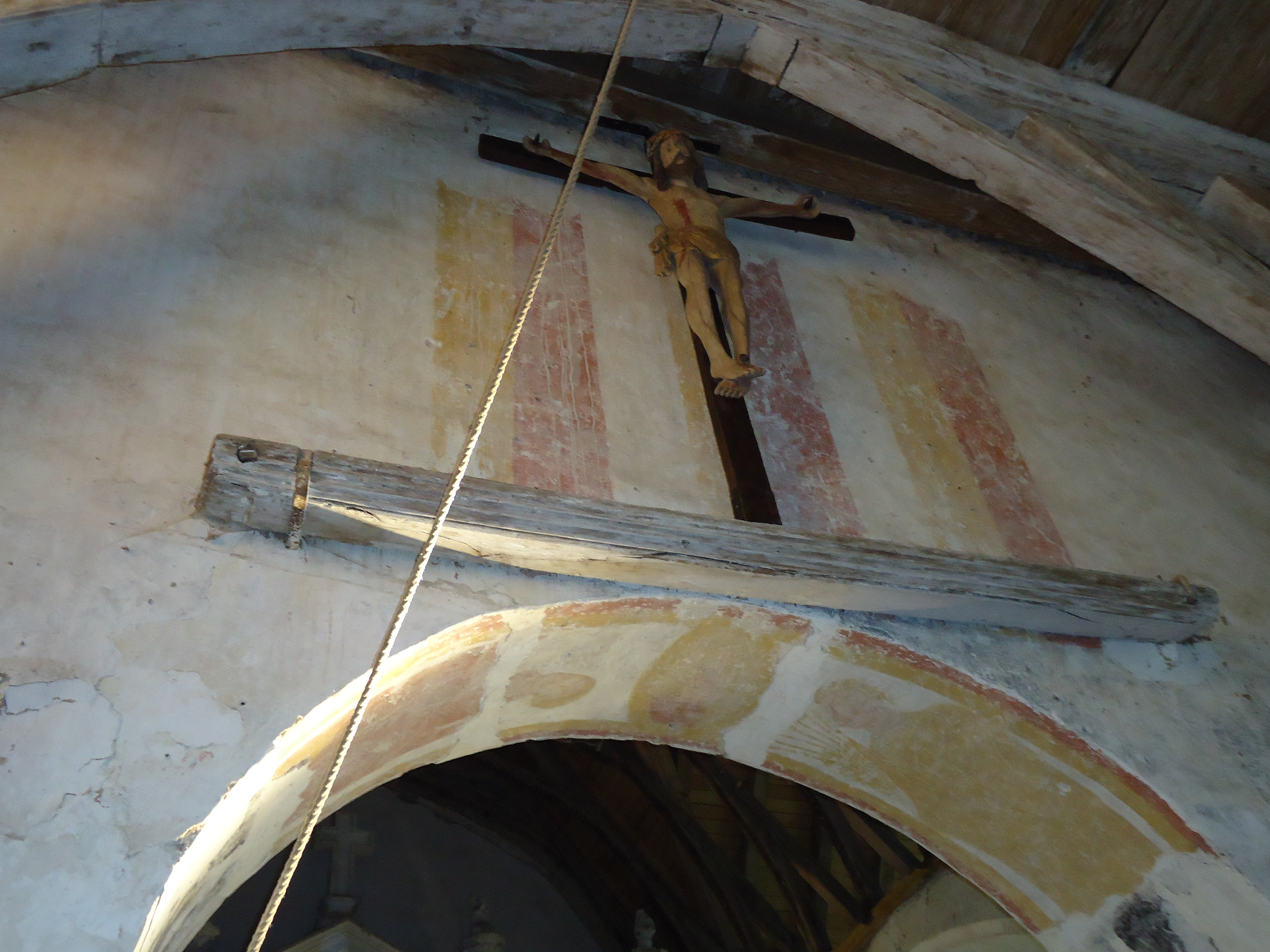
Une poutre de gloire.
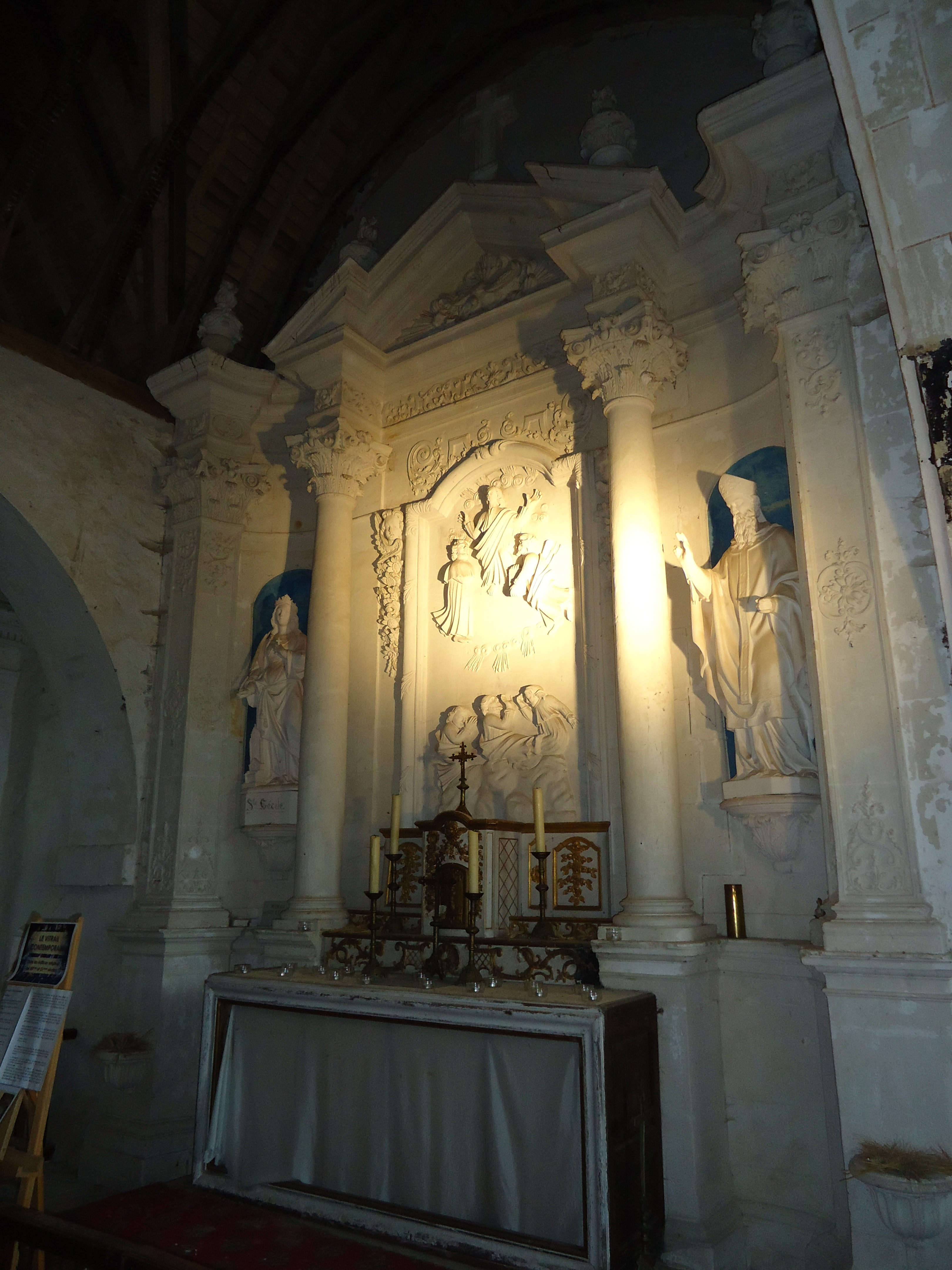
Le retable du maître-autel.
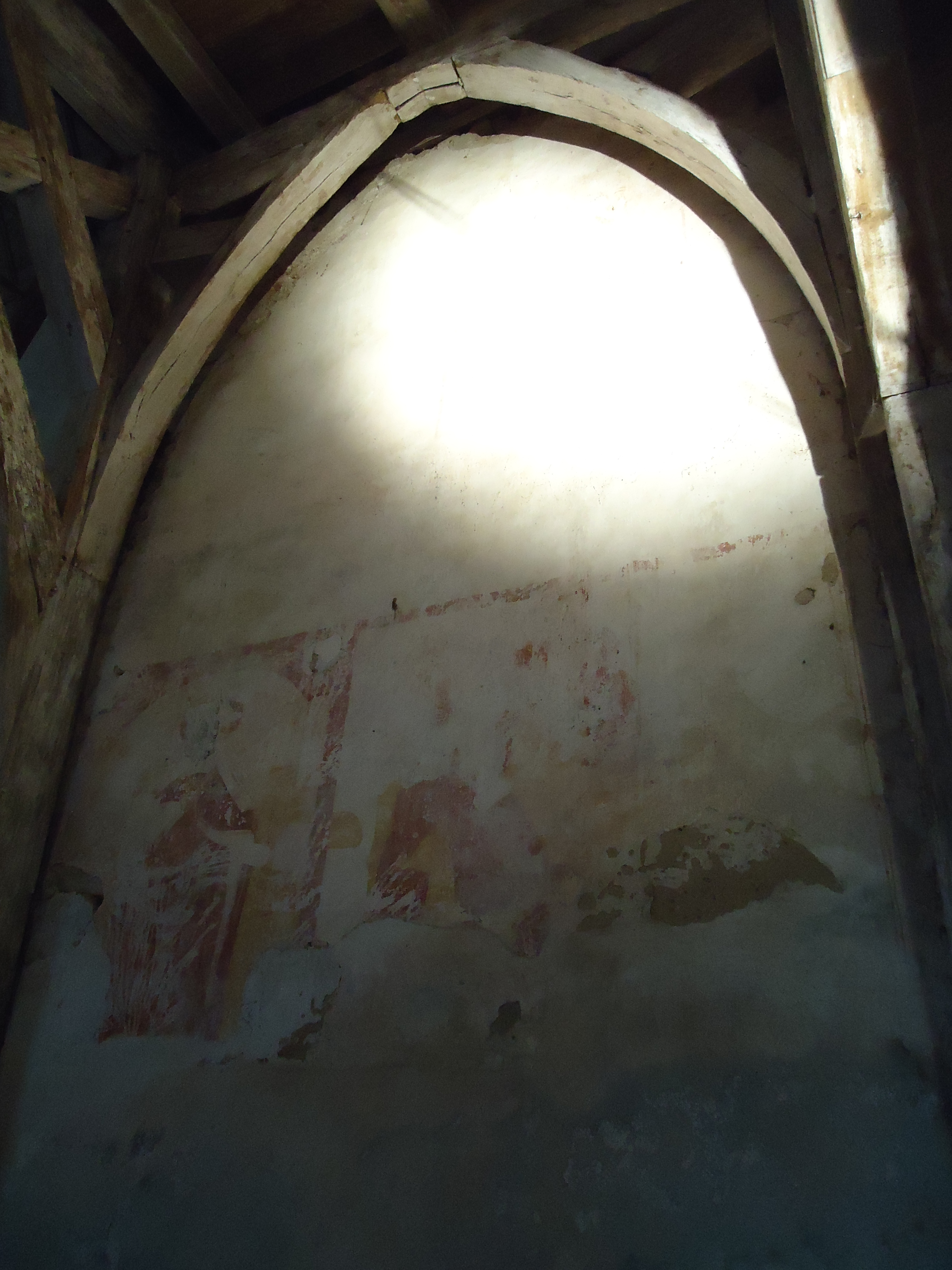
Une peinture murale.